# Az Amerikai Egyesült Államok Kongresszusa
Az Amerikai Egyesült Államok Kongresszusa az Amerikai Egyesült Államok törvényhozó testülete. A Kongresszus két házból áll: a képviselőházból és a szenátusból. Jelenleg a 119. kongresszusi gyűlés ülésezik.
A kongresszus mindkét kamarája a washingtoni Capitoliumban ülésezik. A két kamara egymással egyenlő és joguk van megvétózni a másik kamara döntését, illetve felügyelni a működését. Vannak bizonyos jogok, amelyek csak az egyik kamarára érvényesek. Csak a szenátus hagyhatja jóvá egy magas beosztású köztisztviselő elnöki kinevezését, de a külföldi egyezmények elnöki aláírásának jóváhagyása is a szenátus jogkörébe tartozik. A képviselőház önálló kiváltsága a törvényjavaslatok felhozatala.
A képviselőház jelenleg 435 képviselőből áll, míg a szenátusban 100 szenátor ülésezik.
Az elnöknek joga van a Kongresszust bármikor összehívni, leginkább krízishelyzetben
A Kongresszus ciklusa 1789 óta kétéves, ezért a naptári évet a kongresszusi „ciklus” + első/második „ülésszak” számokkal lehet beazonosítani. Azaz pl. 2007-ben a 110. kongresszus 1. ülésszaka volt.
A Kongresszus mindig a páratlan naptári év január 3-i napján kezdődik és fejeződik be, ezért található egyes forrásoknál páratlan-páratlan évszámokra utaló ciklusokra hivatkozás. (pl. a 110. Kongresszus az ténylegesen 2007-2008 éveket ölel át, de van, hogy 2007-2009-es időszakként említik egyes források, mert hivatalosan 2009. január 2-áig volt, bár ténylegesen 2008 december közepén volt az utolsó ülés.)

## A Kongresszus jogai

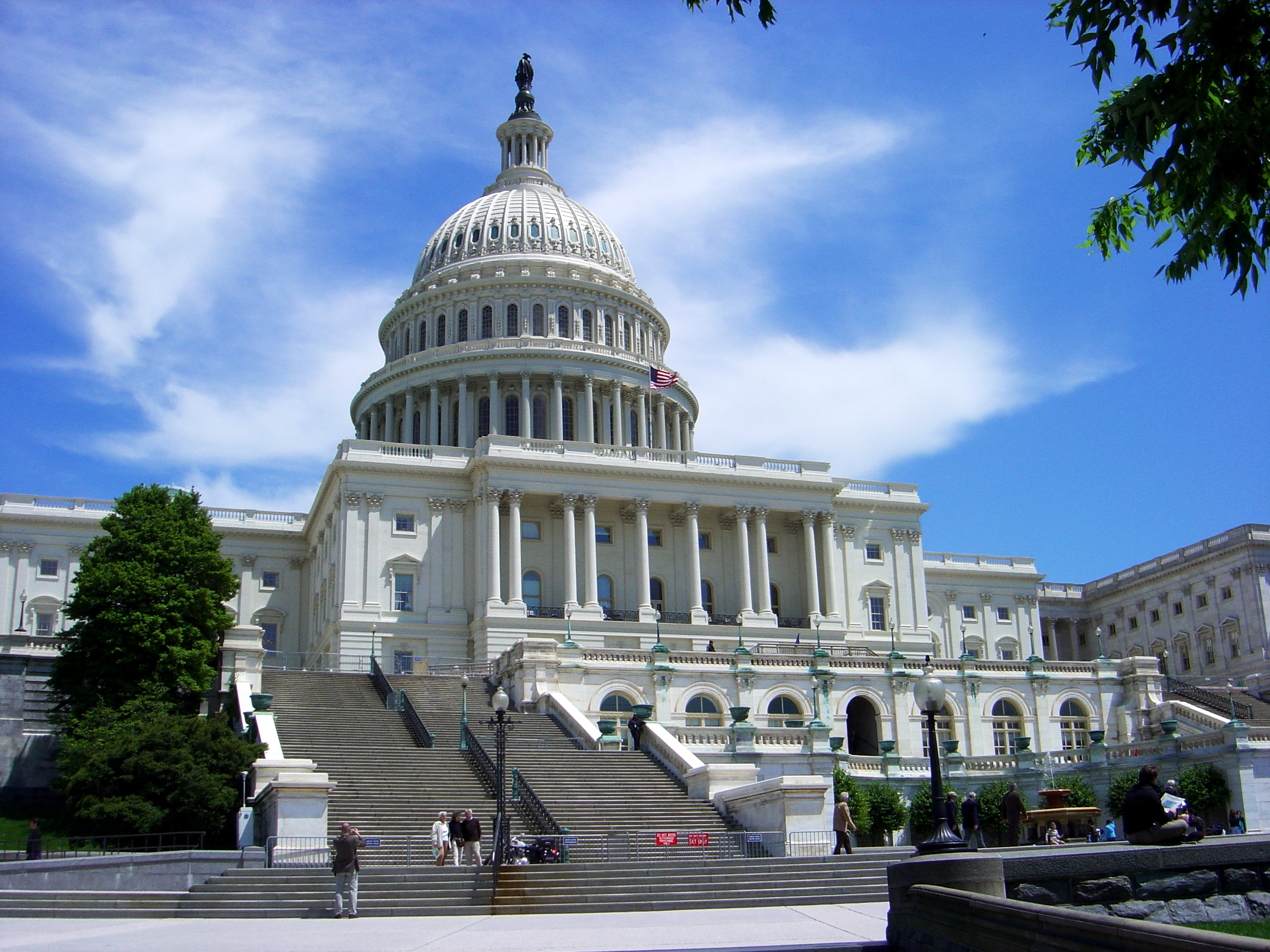
A Capitolium Washingtonban

Az Amerikai Egyesült Államok Kongresszusának a következő jogai vannak:
- Adók kivetése és behajtása
- Új hadtestek felállítása
- Államok közti vagy külföldi kereskedelem szabályozása
- Bírósági testületek létrehozása szövetségi szinten
- Hadüzenetek küldése

## A Szenátus
A szenátusban minden állam két fővel képviselteti magát. A szenátori tisztség elnyerésének feltétele, hogy az illető legalább 30 éves legyen, 9 éve amerikai állampolgár és annak az államnak legyen a lakosa, amelyet képvisel. A szenátorokat a lakosság választja meg 1913 óta. A szenátorok hivatali ideje 6 év, 2 évente tartanak választásokat, melyek során mindig a szenátorok egyharmadát cserélik le.

## A Képviselőház
A képviselőháznak jelenleg 435 tagja van. Az államok lakosságuk száma szerint vannak reprezentálva. Kaliforniának például 53 képviselője van, Alaszkának viszont csak 1. A képviselői tisztség elnyerésének feltétele, hogy az illető legalább 25 éves legyen és annak az államnak legyen a lakosa, amelyet képvisel. A képviselők hivatali ideje 2 év.

## Törvényhozás
A törvényjavaslatot a képviselőház készíti el. A házon belül a kezdetleges változatot megszámozzák, kinyomtatják és megfelelő számban kiosztják a képviselőknek, akik egyenként javaslatokat tehetnek, vagy ellenezhetik a kezdeményezést. Amennyiben a törvényjavaslat nem egyértelmű, két bizottság alakul: egy támogatói és egy ellenzői. A két bizottság ekkor egyértelművé teszi a javaslatot, amit ismét kinyomtatnak és szétosztanak. Egyelőre a törvényjavaslatot nem lehet visszautasítani. A javaslat ezután egy másik bizottsághoz kerül, amelynek legalább két albizottsággal kell rendelkeznie, melyeknek joguk van visszautasítani a javaslatot, vagy javításokat eszközölni. A plenáris ülés ezután összeül és szavaz arról, hogy a javaslat továbbmehet-e a Szenátusba, ahol ezek a lépések ismétlődnek meg. Amennyiben a képviselőház és a szenátus változata nem ugyanaz, egy ún. konferencia bizottság ül össze, hogy a törvényjavaslat mindkét szinten azonos legyen. Ebben a fázisban nem lehet a javaslatot megtámadni, csak a különbségeket megtárgyalni. A módosított javaslat visszakerül mindkét házba, ahol egyszerű szavazással eldöntik, hogy a javaslat elfogadható-e.
Amennyiben a két ház támogatja a törvényjavaslatot, az a Fehér Házba kerül, az elnöki irodába. Az elnöknek 10 munkanapon belül alá kell írnia a törvényt, vagy megvétózni azt. Ha az elnök határidőn belül nem hoz döntést, vagy aláírja a törvényjavaslatot, akkor az jogerősen is törvény lesz. Amennyiben az elnök megvétózza a javaslatot, a Kongresszus összeül és szavaz. Ha a szükséges 66%-os többség úgy szavaz, hogy a vétózás alaptalan, a törvényjavaslatból törvény lesz. Abban az esetben, ha nincs meg a kétharmados többség, a törvényjavaslatból nem lesz törvény.
Egy törvényjavaslat csak egy kongresszusi periódusra vonatkozik, ha a kongresszus új ciklust kezd (a kétévente megrendezett törvényhozási választásokat követően), akkor a törvényjavaslatot ismét elő kell terjeszteni és a procedúrát elölről elkezdeni.